# Championnats du monde de cyclo-cross 1956
Navigation
Édition précédente Édition suivante
Les championnats du monde de cyclo-cross 1956 ont lieu le 19 février 1956 à Luxembourg au Luxembourg. Une épreuve masculine est au programme.

## Podiums
| Épreuves | Or              | Argent          | Bronze            |
| -------- | --------------- | --------------- | ----------------- |
| Élites   | André Dufraisse | Georges Meunier | Emmanuel Plattner |

## Classement des élites
| Pos. | Cycliste           | Pays       | Temps           |
| ---- | ------------------ | ---------- | --------------- |
|      | André Dufraisse    | France     | 1 h 25 min 02 s |
|      | Georges Meunier    | France     | + 0:34          |
|      | Emmanuel Plattner  | Suisse     | + 0:54          |
| 4    | Hans Bieri         | Suisse     | + 1:44          |
| 5    | Charly Gaul        | Luxembourg | + 2:05          |
| 6    | Pierre Jodet       | France     | + 2:45          |
| 7    | Heinrich Ruffenach | Sarre      | + 3:06          |
| 8    | Jean Schmit        | Luxembourg | + 3:09          |
| 9    | Frans Feremans     | Belgique   | + 3:20          |
| 10   | Johny Goedert      | Luxembourg | + 4:00          |

## Tableau des médailles
| Rang | Nation | Or | Argent | Bronze | Total |
| ---- | ------ | -- | ------ | ------ | ----- |
| 1    | France | 1  | 1      | 0      | 2     |
| 2    | Suisse | 0  | 0      | 1      | 1     |